# Qualifications à la Coupe d'Afrique des nations de football 1965
Pour un article plus général, voir Coupe d'Afrique des nations de football 1965.
Cet article présente la phase qualificative à la Coupe d'Afrique des nations 1965.
Quatre billets sont à distribuer aux treize pays participant à ces qualifications. La Tunisie, l'organisateur du tournoi et le Ghana, tenant du titre, sont exempts de ces joutes.
Les équipes engagées sont réparties en quatre poules de trois équipes (sauf la poule 2 qui en compte quatre), qui se rencontrent toutes deux fois, à domicile et à l'extérieur. Seul le premier de chaque poule obtient sa qualification pour la phase finale en Tunisie.

## Résultats

### Groupe 1
| Rang | Équipe                | Pts | J | G | N | P | Bp | Bc | Diff |
| ---- | --------------------- | --- | - | - | - | - | -- | -- | ---- |
| 1    | République arabe unie |     |   |   |   |   |    |    |      |
| 2    | Maroc forfait         |     |   |   |   |   |    |    |      |
| 3    | Nigeria forfait       |     |   |   |   |   |    |    |      |

### Groupe 2
| Rang | Équipe   | Pts | J   | G | N | P | Bp | Bc | Diff |  | Résultats (▼ dom., ► ext.) |     |     |     |     |
| ---- | -------- | --- | --- | - | - | - | -- | -- | ---- |  | -------------------------- | --- | --- | --- | --- |
| 1    | Éthiopie | 6   | 4   | 3 | 0 | 1 | 6  | 3  | +3   |  | Éthiopie                   |     | 1-0 | 2-0 | 2-1 |
| 2    | Soudan   | 6   | 4   | 3 | 0 | 1 | 9  | 4  | +5   |  | Soudan                     | 2-1 |     | 4-1 | 4-2 |
| 3    | Ouganda  | 0   | 4   | 0 | 0 | 4 | 3  | 11 | -8   |  | Ouganda                    | 1-2 | 1-3 |     | 3-1 |
| 4    | Kenya    | -   | DSQ | - | - | - | 0  | 0  | 0    |  | Kenya                      | 3-2 | 1-1 | 3-0 |     |

- Le Kenya est disqualifié pour avoir aligné deux joueurs ougandais. Tous les résultats de ses rencontres sont annulés.

### Groupe 3
| Rang | Équipe                           | Pts | J | G | N | P | Bp | Bc | Diff |  | Résultats (▼ dom., ► ext.)       |     |     |     |
| ---- | -------------------------------- | --- | - | - | - | - | -- | -- | ---- |  | -------------------------------- | --- | --- | --- |
| 1    | Côte d'Ivoire                    | 4   | 3 | 2 | 0 | 1 | 5  | 4  | +1   |  | Côte d'Ivoire                    |     | 2-0 |     |
| 2    | République démocratique du Congo | 4   | 4 | 2 | 0 | 2 | 8  | 8  | 0    |  | République démocratique du Congo | 4-2 |     | 3-2 |
| 3    | Liberia                          | 2   | 3 | 1 | 0 | 2 | 4  | 5  | -1   |  | Liberia                          | 0-1 | 2-1 |     |

- La rencontre entre la Côte d'Ivoire et le Libéria est probablement donnée gagnante aux Ivoiriens. La République démocratique du Congo est repêché ultérieurement.

### Groupe 4
| Rang | Équipe  | Pts | J | G | N | P | Bp | Bc | Diff |  | Résultats (▼ dom., ► ext.) |     |     |     |
| ---- | ------- | --- | - | - | - | - | -- | -- | ---- |  | -------------------------- | --- | --- | --- |
| 1    | Sénégal | 6   | 4 | 3 | 0 | 1 | 8  | 4  | +4   |  | Sénégal                    |     | 2-0 | 3-1 |
| 2    | Guinée  | 4   | 4 | 2 | 0 | 2 | 6  | 6  | 0    |  | Guinée                     | 3-1 |     | 2-1 |
| 3    | Mali    | 2   | 4 | 1 | 0 | 3 | 4  | 8  | -4   |  | Mali                       | 0-2 | 2-1 |     |

## Qualifiés
- Ghana (champion d'Afrique en titre)
- Tunisie (pays organisateur)
- République arabe unie - Forfait, remplacé par la République démocratique du Congo
- Sénégal
- Éthiopie
- Côte d'Ivoire